# بعقوبه
بَعقوبه (به عربی: بعقوبة) از شهرهای عراق و مرکز استان دیاله این کشور است.
شهر بعقوبه در ۵۰ کیلومتری شمال خاوری بغداد در کنار رود دیاله و کمی بیرون از منطقه موسوم به مثلث سنی قرار گرفته‌است. جمعیت بعقوبه در سال ۲۰۰۳ برابر با ۴۶۷٬۹۰۰ بود که بیشتر مردم آن را عرب‌های سنی با اقلیتی از مسیحیان آشوری تشکیل می‌دهد.
این شهر از دوران آشوریان تاکنون مسکونی بوده و در روزگار عباسیان شهر بارونقی بود و خرما و میوه‌های آن معروف بود و پیرامون شهر نیز روستاها و کشتزارهای زیادی داشت. امروزه نیز این شهر مرکز تولید پرتقال در عراق است. بعقوبه به منزله ایستگاهی برای کاروان‌های جاده ابریشم در راه بغداد به خراسان به‌شمار می‌آمده‌است. در زمان جنگ اول جهانی بسیاری از آشوریان مسیحی به این شهر پناهنده شدند.
نام این شهر از واژه «بیه عقوبا» زبان آرامی گرفته شده که به معنای «خانه یعقوب» است.
در زمان صدام حسین در ژوئیه ۱۹۹۹، یک شورش نظامی در قرارگاه ارتش در بعقوبه گزارش شده‌است. از زمان حمله آمریکا به عراق، بعقوبه در کنار شهرهای فلوجه، رمادی و سامرا بیشترین درگیری‌ها را با نیروهای آمریکایی داشته‌است.

## تاریخچه
نام بعقوبه از واژه‌های آرامی «بت» به‌معنای «خانه» و «عقوبا» به‌معنای عقوبت (کیفر) یا «نگهبان» گرفته شده‌است، و معنای آن «خانهٔ کیفر» یا «خانهٔ نگهبان» است.
این شهر در گذشته اردوگاه پناهندگانی بود که از نسل‌کشی آشوری‌ها گریخته بودند. اردوگاهی در حاشیهٔ شهر ایجاد شد که بین ۴۰ تا ۵۰ هزار نفر را در خود جای می‌داد.
این اردوگاه توسط دولت تحت قیمومت بریتانیا در عراق برای اسکان آشوریان و ارمنیان پس از نسل‌کشی‌های ۱۹۱۵، شامل سَیفو و نسل‌کشی ارمنیان، توسط امپراتوری عثمانی تأسیس شد. اردوگاه تحت فرماندهی نظامی اداره می‌شد و آشوریان ساکن در آن بعدها برای خدمت در نیروهای عراق لیویز به کار گرفته شدند.

### تاریخ قرون وسطایی
بعقوبه احتمالاً در دوران شاهنشاهی ساسانی بنیان‌گذاری شده‌است.
در دوران خلافت عباسی، این شهر در مسیر نهر نهروان قرار داشت، در انتهای مرحلهٔ «قاطول کبیر» و ابتدای مرحلهٔ «تَمَرّا» از این نهر. اگرچه راه اصلی از بغداد به خراسان بزرگ از بعقوبه نمی‌گذشت و به‌جای آن از شهر «جسر نهروان» عبور می‌کرد، ولی پایتخت ناحیهٔ «نهروان علیا» بعقوبه بود، نه جسر نهروان.
با این حال، سلطان‌های سلجوقی بعدی از لایروبی نهر نهروان و نگهداری آن غفلت کردند و تا زمان یاقوت حموی در اوایل قرن سیزدهم، این نهر کاملاً پر از رسوبات شده بود و زمین‌های اطراف آن از چرخهٔ کشاورزی خارج شده بودند. در قرن چهاردهم، حمدالله مستوفی نوشت که جسر نهروان ویران شده و راه خراسان از بعقوبه می‌گذرد. بعقوبه مرکز اصلی ناحیهٔ «طریق خراسان» بود و در میان باغ‌های پربار پرتقال و دارابی قرار داشت.
در زمان یاقوت، بعقوبه شهری پررونق بود، با حمام‌های عمومی، مسجدها و بازار. زمین‌های اطراف آن مملو از باغ‌های آبیاری‌شده بود که خرما و لیموی آن به خوش‌طعمی شهرت داشت.

### تاریخ معاصر
در اوایل قرن نوزدهم، بعقوبه در میان نخلستان‌ها و باغ‌های مرکبات، انار و سایر میوه‌ها قرار داشت. در سال ۱۸۲۰، جمعیت شهر حدود ۲٬۰۰۰ نفر بود که تقریباً نیمی از آن‌ها شیعه‌مذهب بودند. شهر دارای بازار و دو مسجد کوچک بود.
اما در اوایل دههٔ ۱۸۲۰، گروهی از کُردها تحت فرمان محمدعلی میرزا، والی کرمانشاه، بعقوبه را اشغال و بخش بزرگی از آن را ویران کرد. ده سال بعد نیز شهر همچنان ویران بود. تا سال ۱۸۴۵ بازار و یکی از مسجدها بازسازی شد و کشاورزی محلی رونق گرفت. در اوایل دههٔ ۱۸۷۰، دولت عثمانی توانست ثبات را به منطقه بازگرداند و بعقوبه بار دیگر رونق یافت.
در آستانهٔ قرن بیستم، یک مسافر اروپایی دربارهٔ ارتباطات تجاری نوظهور این شهر چنین نوشت:
قلب شهر را بازار کوچکی تشکیل می‌دهد که پر است از میوه، سبزی، قهوهٔ آمریکایی، چای هندی، شکر فرانسوی و منسوجات انگلیسی، در کنار محصولات محلی. اما این بازار در میان باغ‌های وسیعی قرار دارد که دروازه‌های مشخصی دارند و در خروجی شرقی شهر، کاروانسرای بزرگی قرار گرفته که تقریباً در تمام سال میزبان زائران شیعه است.— ارنست هرتسفلد، ۱۹۰۷
در جریان جنگ عراق، بعقوبه در کنار مناطق سنینشین فلوجه و رمادی به یکی از صحنه‌های اصلی فعالیت‌های چریکی شدید تبدیل شد. این شهر شاهد شدیدترین درگیری‌ها در جریان یورش نیروهای شورشی در ۲۴ ژوئن ۲۰۰۴ بود. گروه توحید و جهاد به رهبری ابومصعب الزرقاوی مسئولیت این حملات را بر عهده گرفت.

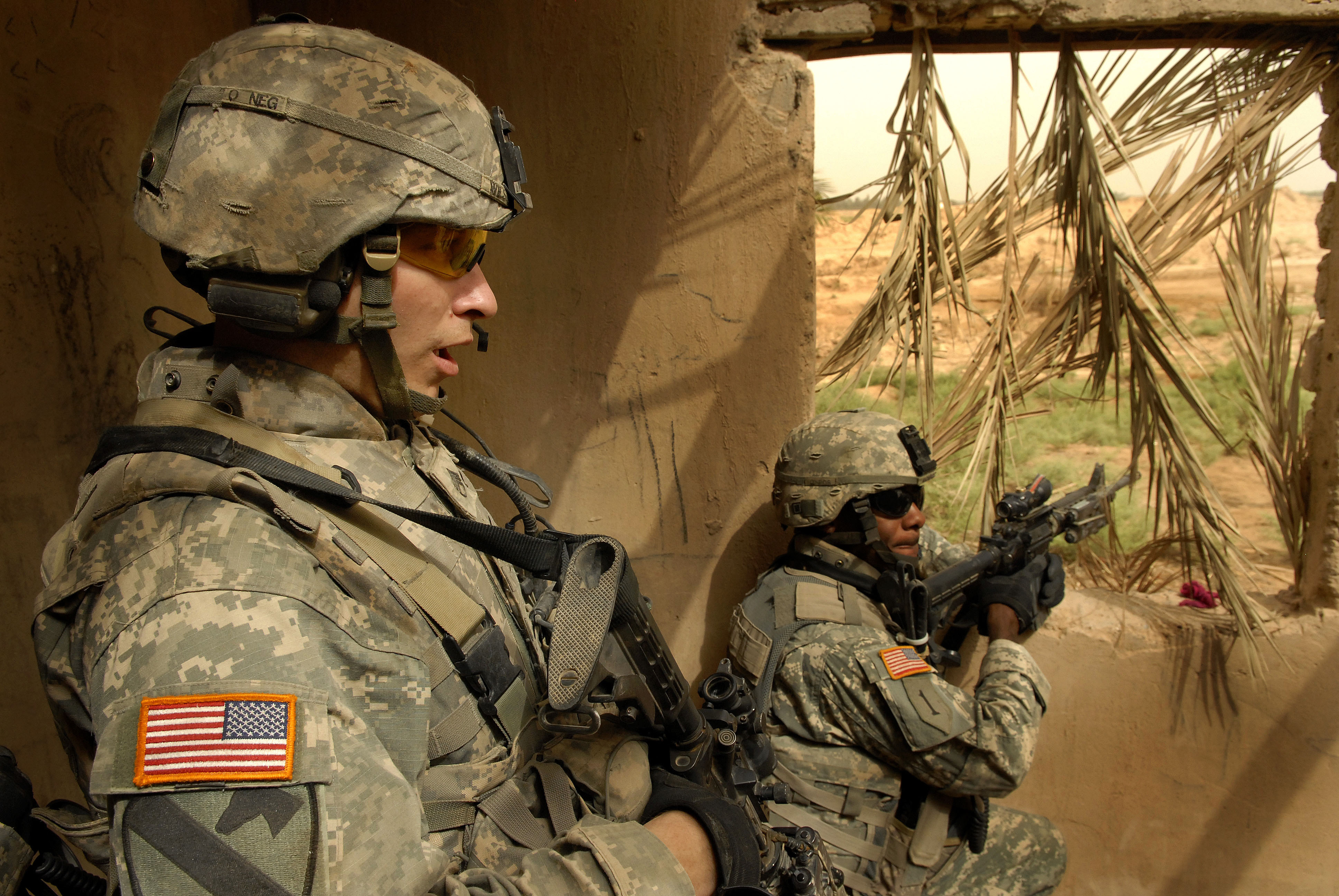
نیروهای ارتش ایالات متحده در حال تأمین امنیت در نزدیکی بعقوبه، ۲ ژوئن ۲۰۰۷

در ضربه‌ای به شورشیان، مقام‌های عراقی و آمریکایی در ۷ ژوئن ۲۰۰۶ تأیید کردند که الزرقاوی در جریان حمله‌ای هوایی و یورش متعاقب آن در منطقه‌ای در ۸ کیلومتر (۵٫۰ مایل) شمال بعقوبه کشته شده است. با این حال، در اواخر سال ۲۰۰۶ گزارش‌هایی منتشر شد مبنی بر اینکه بعقوبه و بخش بزرگی از استان دیاله تحت کنترل شورشیان سنی درآمده‌اند.
در ۳ ژانویهٔ ۲۰۰۷ گزارش شد که دولت پیشین عراق در بعقوبه سقوط کرده و این شهر به‌دست شورشیانی افتاده است که با ائتلاف تحت رهبری آمریکا در جنگ عراق مبارزه می‌کردند. در این دوره، گفته شد که شهر در کنترل دولت اسلامی عراق قرار داشت.
در ژانویهٔ ۲۰۰۷ گزارش شد که شورشیان سنی توانسته‌اند شهردار بعقوبه را بربایند و دفتر او را منفجر کنند، با وجود وعده‌های مقام‌های نظامی آمریکایی و عراقی مبنی بر اینکه اوضاع در شهر «رضایت‌بخش و تحت کنترل» است. این شهر در اوج خود بیش از ۴۶۰٬۰۰۰ نفر جمعیت داشت، اما در گزارشی در فوریهٔ ۲۰۰۷ از آن به‌عنوان «شهر ارواح» یاد شد، زیرا ساکنان یا در پی خشونت‌های جنایی و فرقه‌ای فرار کرده بودند یا در خانه‌های خود پنهان شده بودند.
در ۱۰ اوت ۲۰۱۵، در نزدیکی بعقوبه یک خودروی بمب‌گذاری‌شدهٔ انتحاری منفجر شد که به کشته‌شدن ۳۰ تن و زخمی‌شدن ۴۰ نفر انجامید. داعش مسئولیت این حمله را بر عهده گرفت.

### میراث ماندگار حزب بعث و صدام حسین
بعقوبه نیز همانند شهر فلوجه هنوز نام برخی از بناها و مسجدهای خود را از افسران و کارزارهای جنجالی حزب بعث حفظ کرده است. برای نمونه، هنوز مسجدی بزرگ در شهر وجود دارد که به نام عدنان خیرالله نام‌گذاری شده است. مسجد دیگری نیز به نام عزت ابراهیم در بعقوبه وجود دارد (و مسجدی دیگر به همین نام در شهرک اقماری بهرز). این نام‌گذاری‌ها نیز به یاد یکی از فرماندهان ارشد صدام حسین انجام شده است. بعقوبه همچنین میزبان مسجدی با نام «مسجد انفال» است که نام آن یادآور عملیات انفال است؛ عملیاتی که در جریان آن، مردم کرد به‌شکل گسترده و تحت نظارت عدنان خیرالله کشته شدند. این نام‌ها، مانند دیگر نام‌های وابسته به حزب بعث، میان شیعههای عراقی و مردم کرد—که قربانیان زیادی در نتیجهٔ خشونت‌ها و سرکوب‌های حزب بعث، صدام حسین و چهره‌های نظامی-امنیتی‌ای چون عدنان خیرالله، علی حسن المجید و عزت ابراهیم دادند—بحث‌برانگیز هستند